# Browar Obywatelski w Tychach
Browar Obywatelski – zabytkowy browar zlokalizowany na terenie Tychów.

## Historia browaru
Browar został wybudowany z inicjatywy spółki Brieger Aktien-Brauerei-Gesellschaft. Produkcję piwa rozpoczęto w nim w 1898 i szybko stał się konkurencją dla Browaru Książęcego w Tychach. W 1899 została zawarta między oboma tyskimi browarami konwencja dotycząca jednolitych cen piwa w handlu detalicznym, a w 1918 doszło do skupu 90% akcji Browaru Obywatelskiego przez zarząd książęcy pszczyński, co wyeliminowało wzajemną konkurencję. W 1936 Browar Obywatelski przeszedł w dzierżawę zarządcy przymusowego dóbr księcia pszczyńskiego, a 1 lutego 1939 wraz z Browarem Książęcym wszedł w skład nowo powstałej spółki akcyjnej "Książęce Browary S.A. w Tychach".
Roczna produkcja piwa w Browarze Obywatelskim w okresie międzywojennym wynosiła od 40 do 50 tys. hl. Browar nie ucierpiał znacząco w czasie II wojny światowej, co pozwoliło na szybkie uruchomienie produkcji po okresie zaangażowania załogi w remont i odbudowę obu tyskich browarów – produkcję słodu wznowiono już w 1945, a piwa w 1950. Browar Obywatelski został upaństwowiony 1 lutego 1945. Do 1949 podlegał Browarowi Książęcemu, a następnie do 1950 działał jako samodzielne przedsiębiorstwo podlegające Państwowemu Zjednoczeniu Przemysłu Piwowarskiego w Zabrzu. Po okresie przynależności do Tyskich Zakładów Piwowarskich od 1951 do 1975, Browar Obywatelski podlegał Górnośląskim Zakładom Piwowarskim. 1 stycznia 1980 stał się częścią Zakładów Piwowarskich w Tychach.
W 2001 jego zabudowania stały się własnością prywatnej firmy, która na jego terenie prowadzi park naukowo-technologiczny oraz gastronomię.

## Galeria

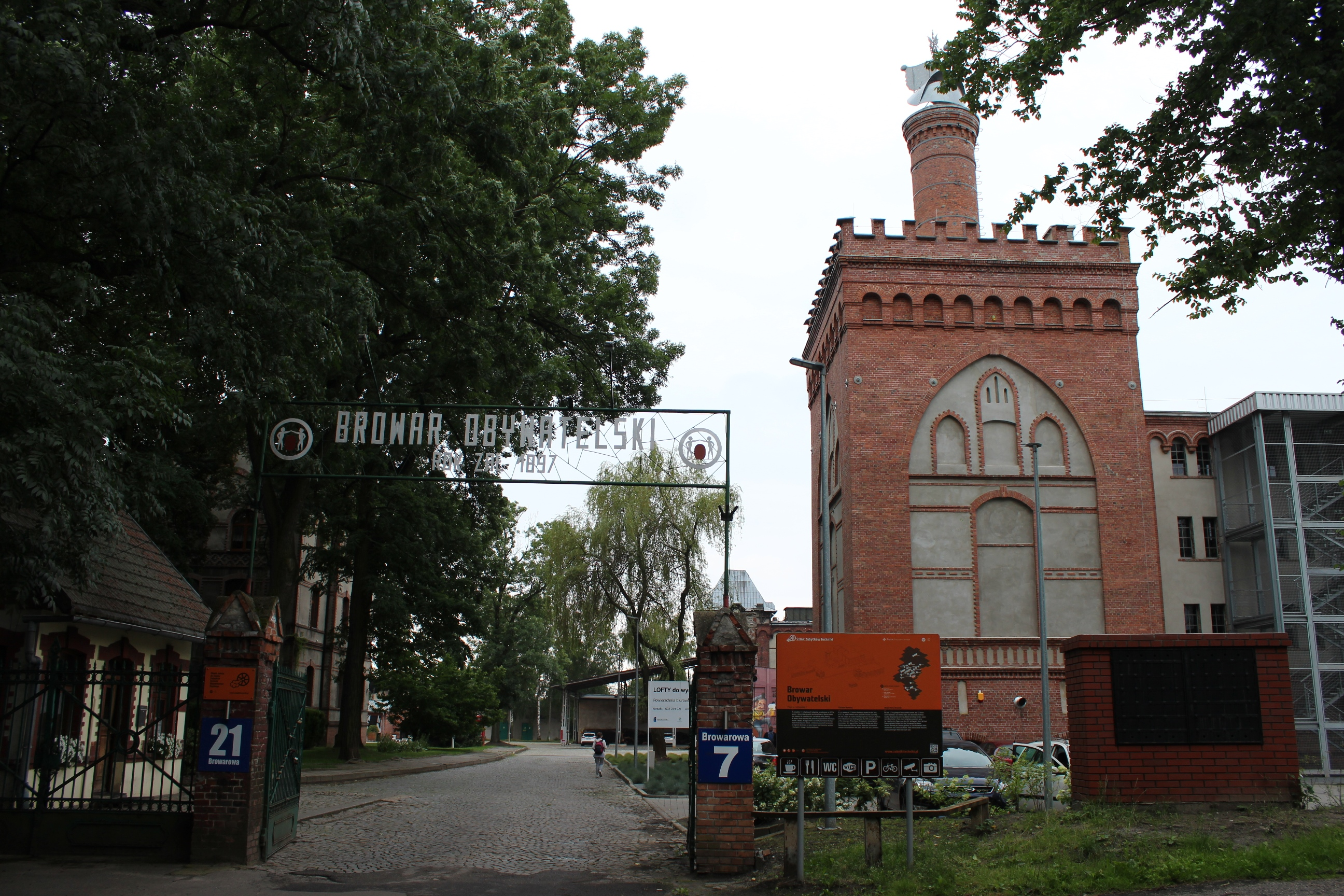
Brama wjazdowa do browaru
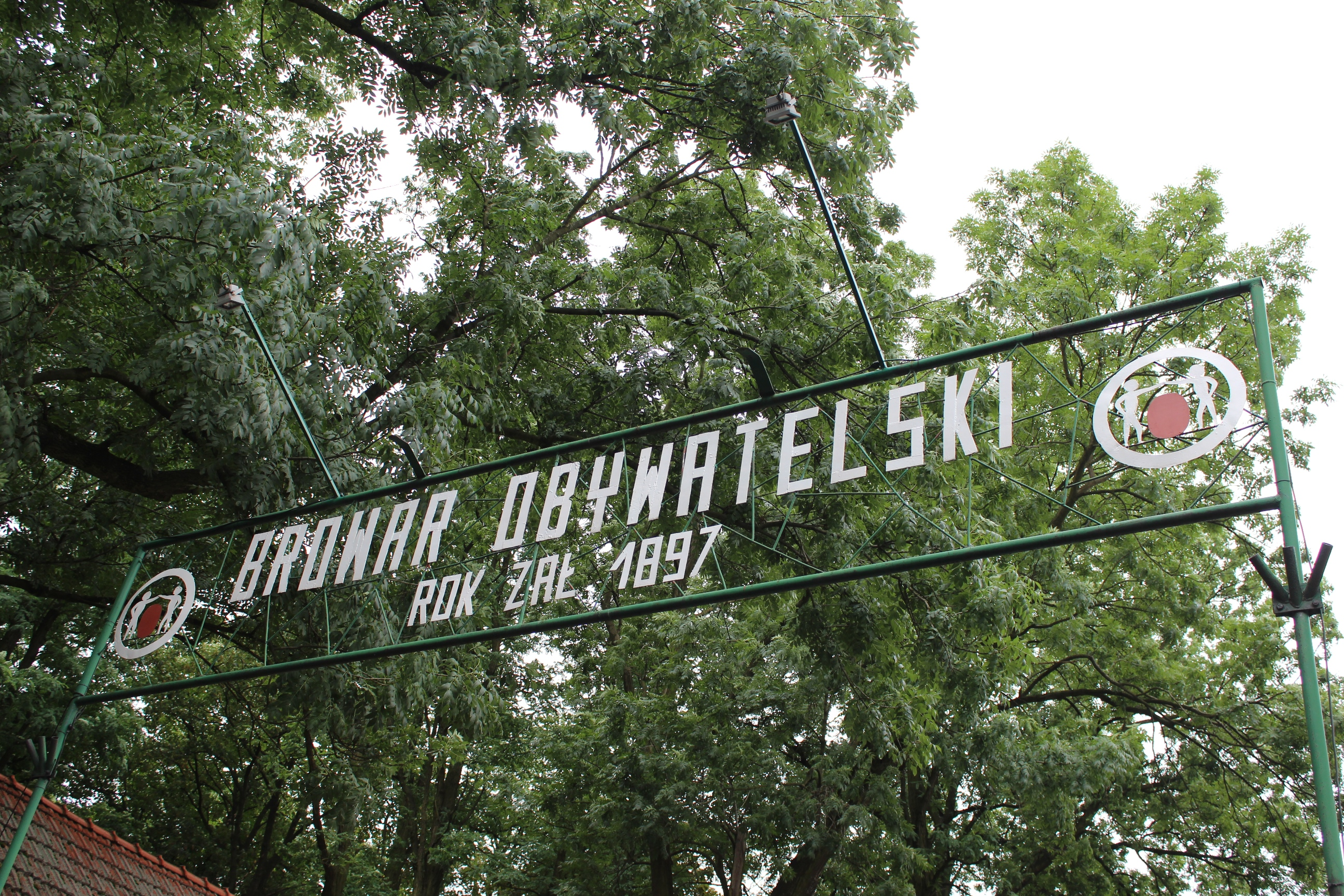
Szyld nad bramą wjazdową do browaru
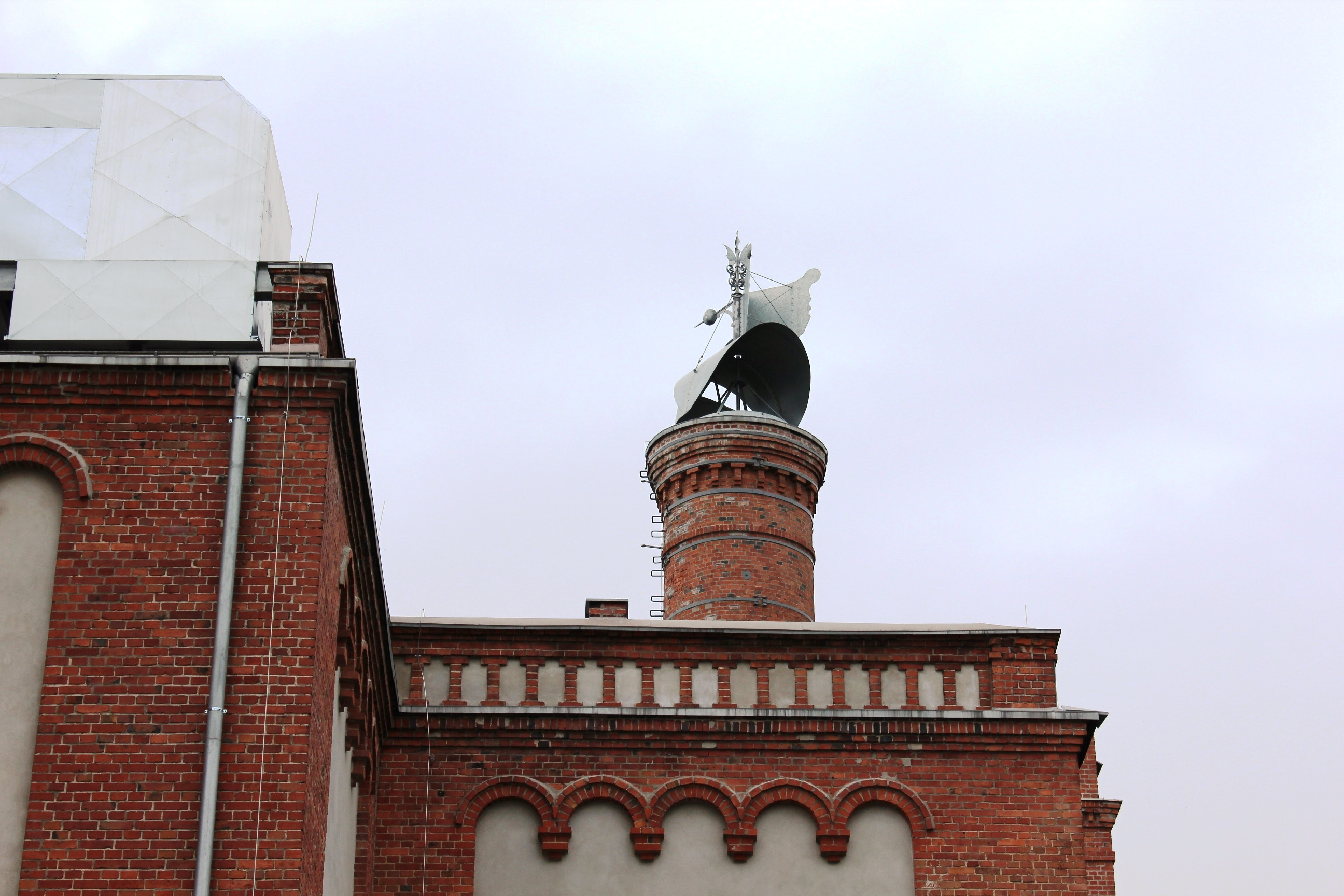
Komin z efektownym zwieńczeniem nad zespołem słodowni z suszarnią
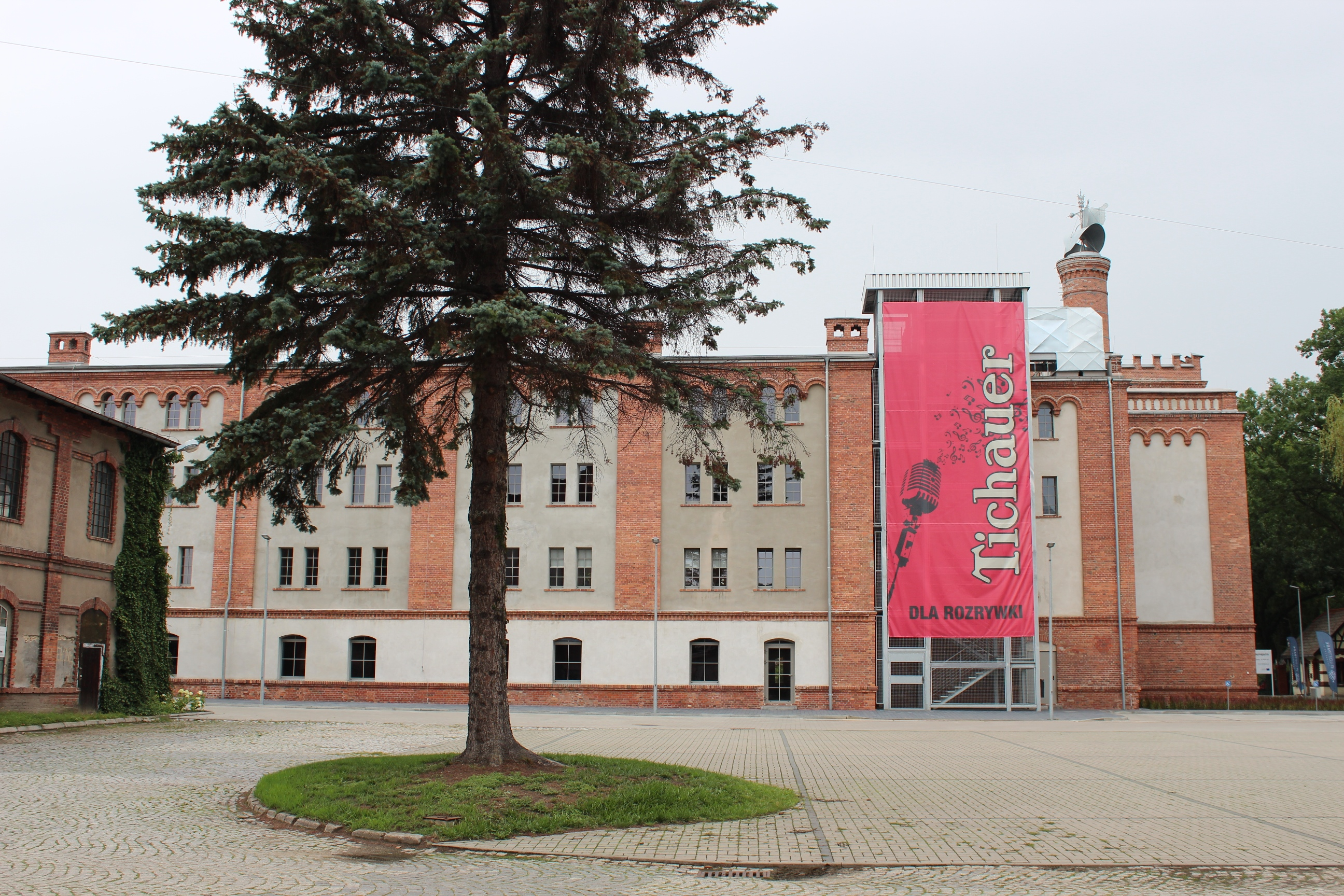
Zespół słodowni z suszarnią (przekształcony w loft)
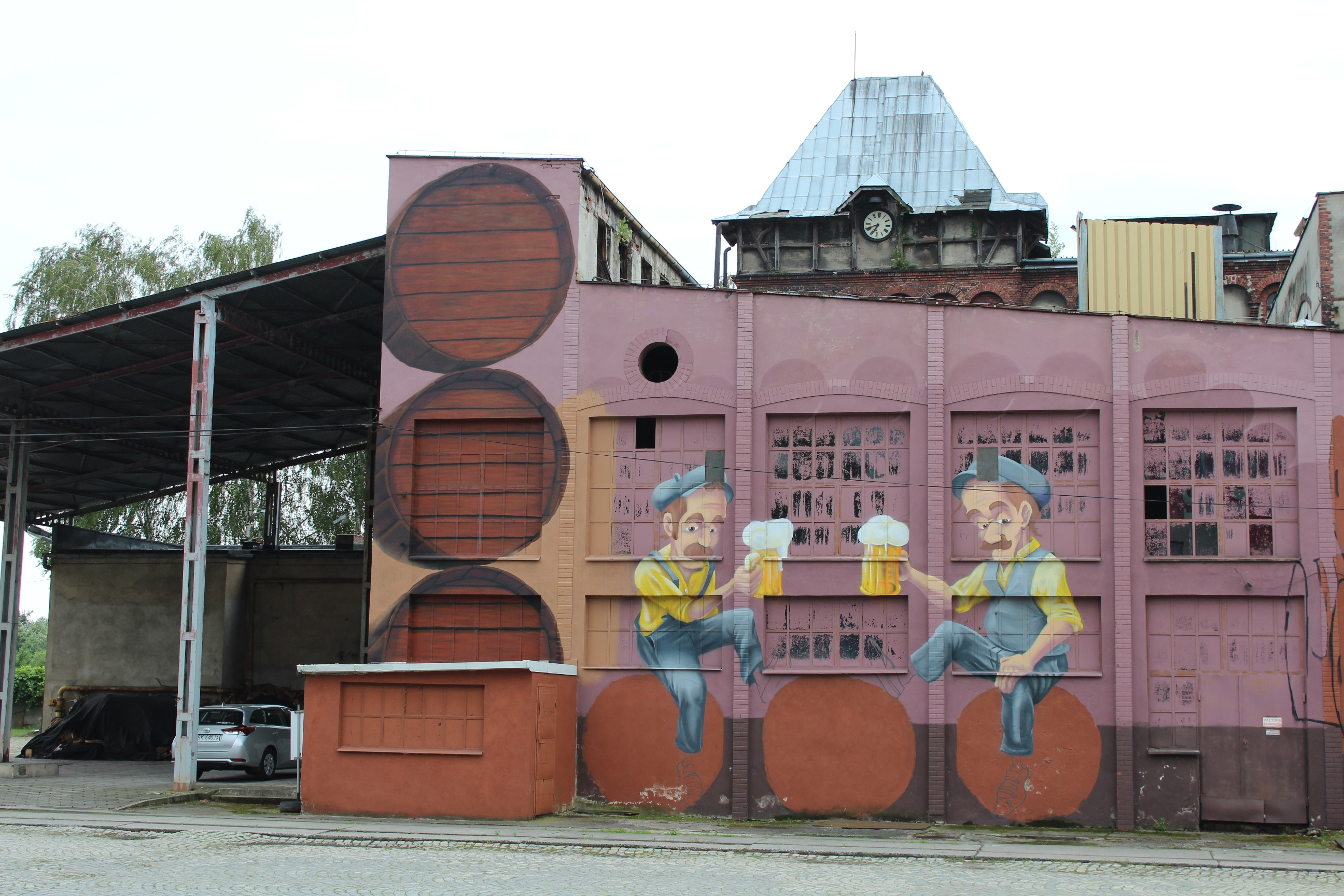
Mural o tematyce piwnej
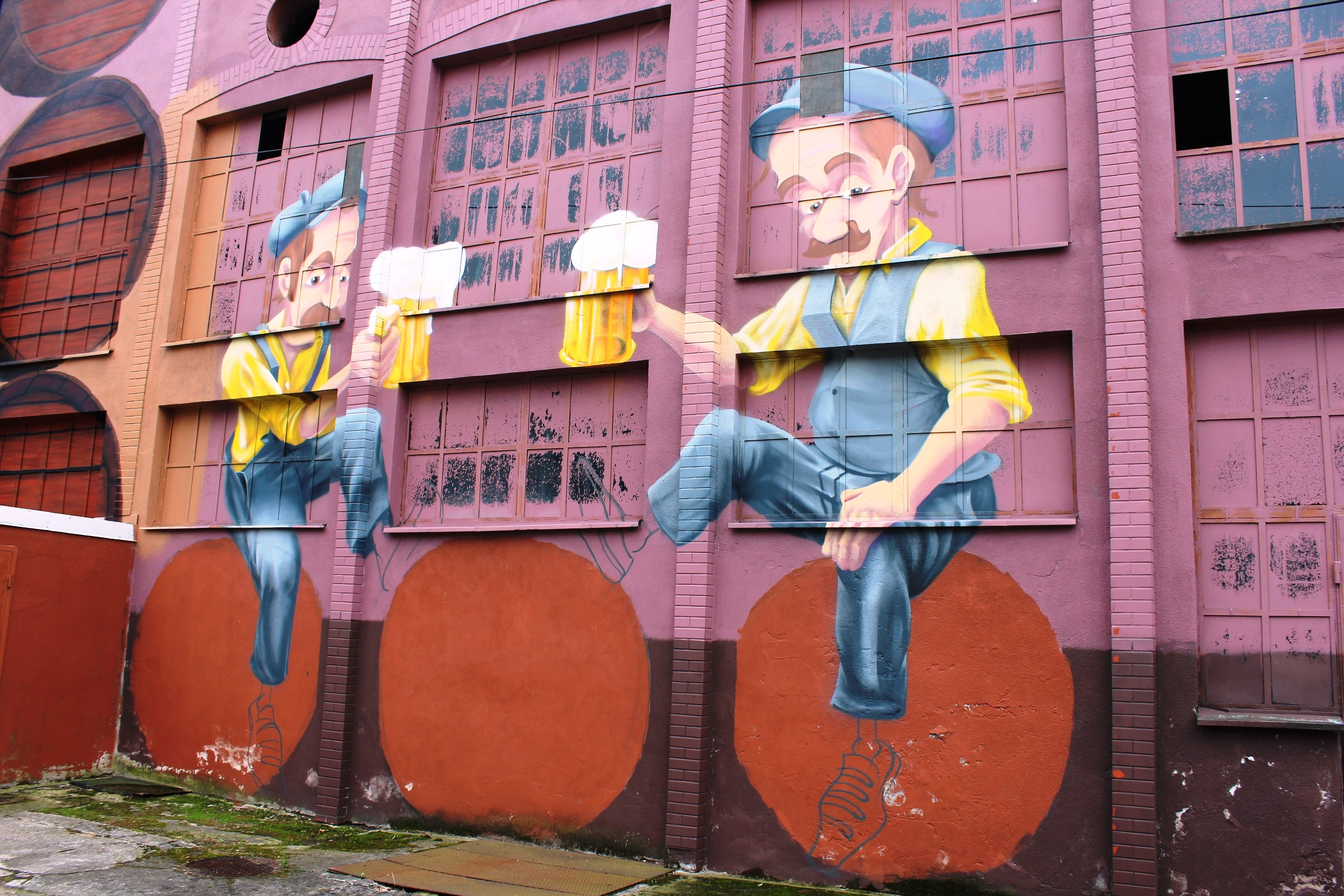
Mural o tematyce piwnej
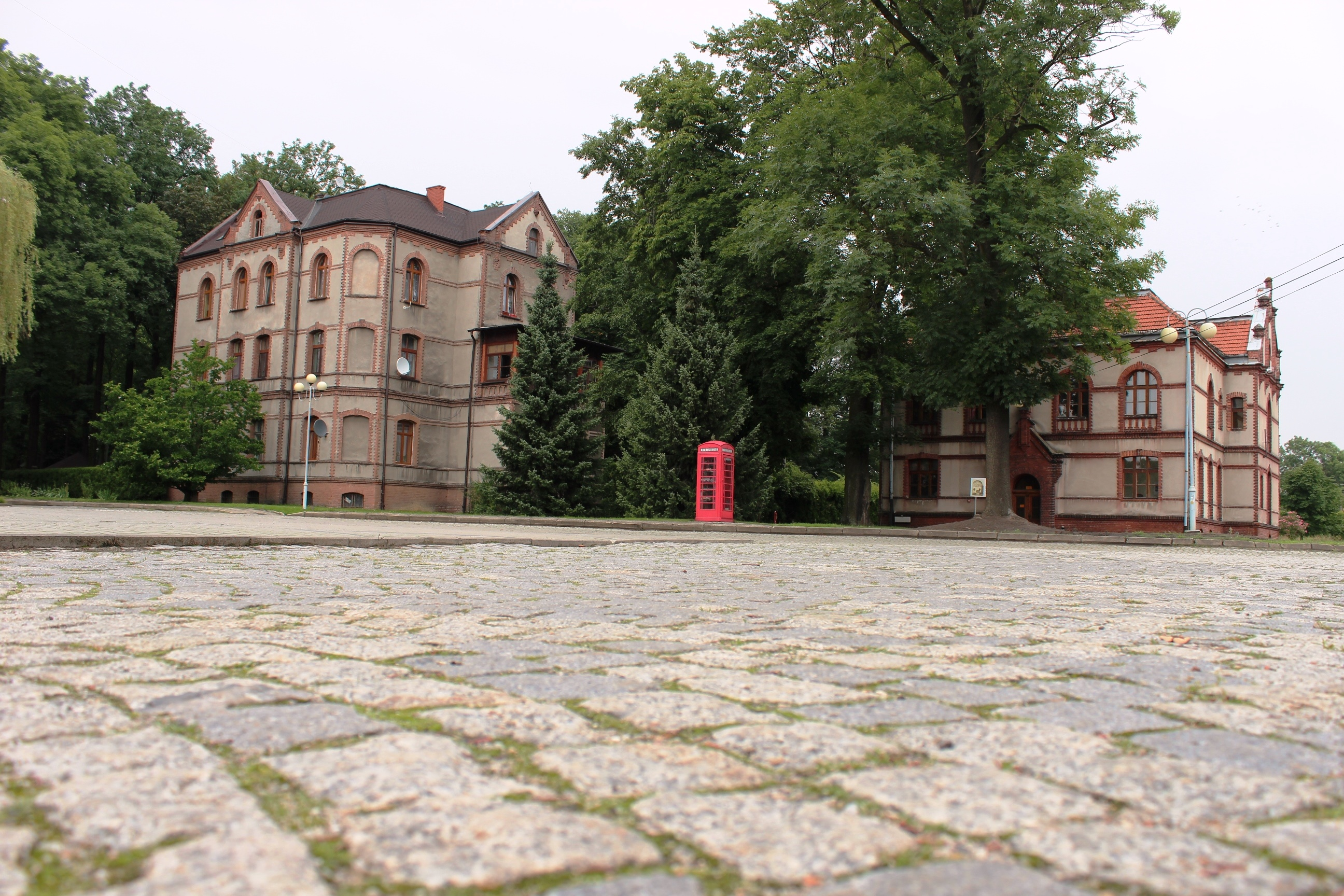
Budynek dyrekcji
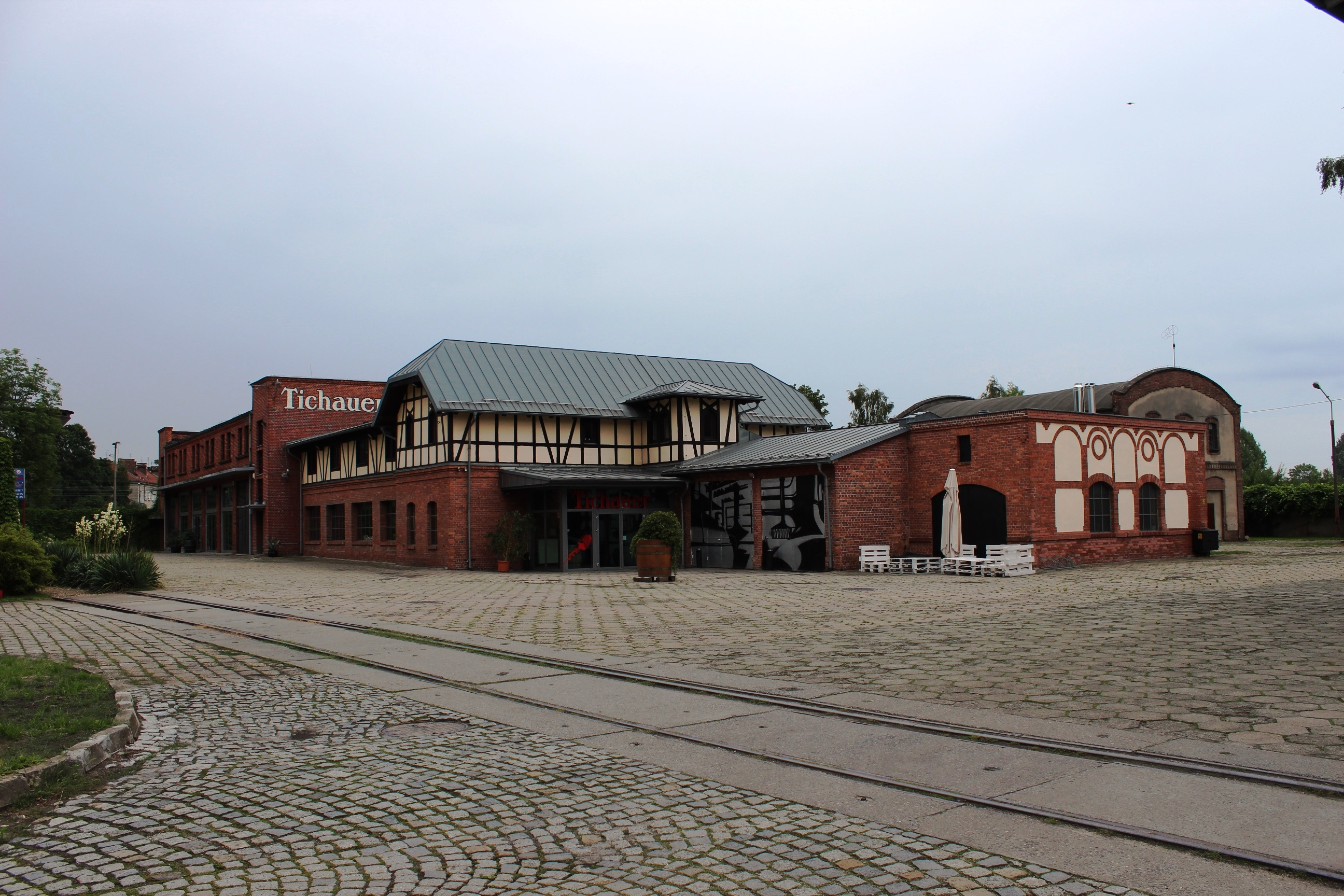
Bocznica kolejowa oraz budynki dawnej stolarni, stajni i garaży
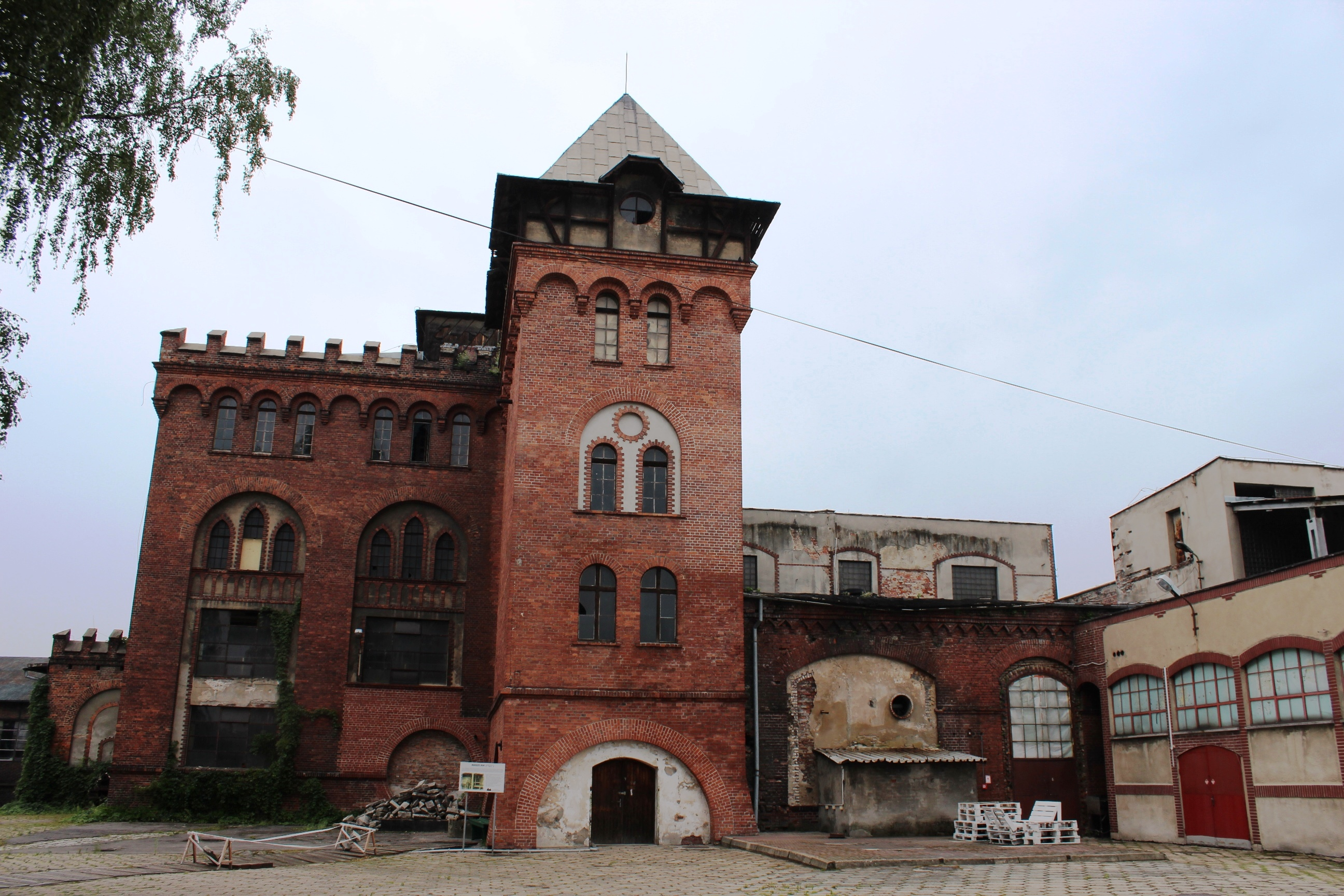
Budynek warzelni (od wschodu)
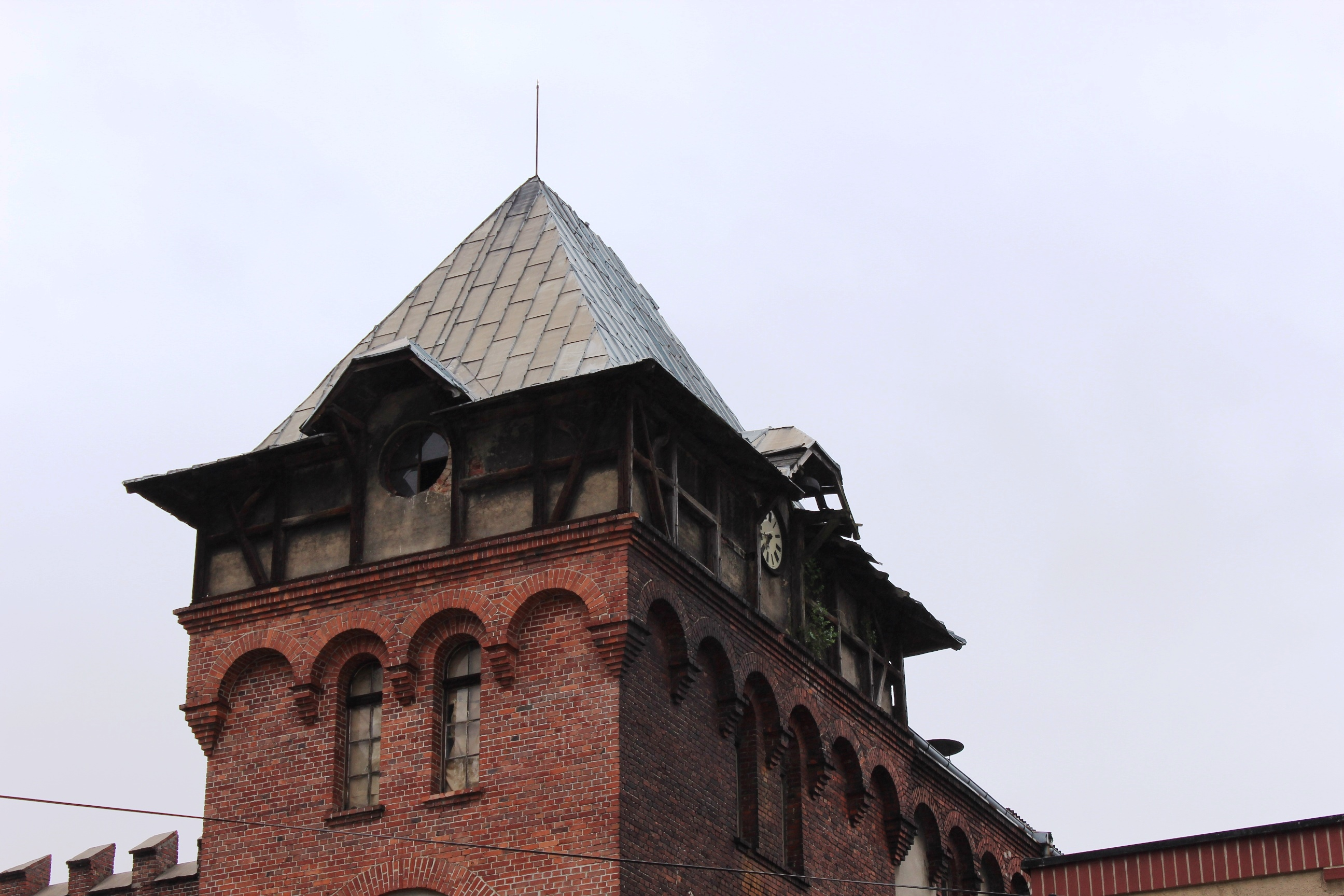
Wieża z zegrem wieńcząc budynek warzelni
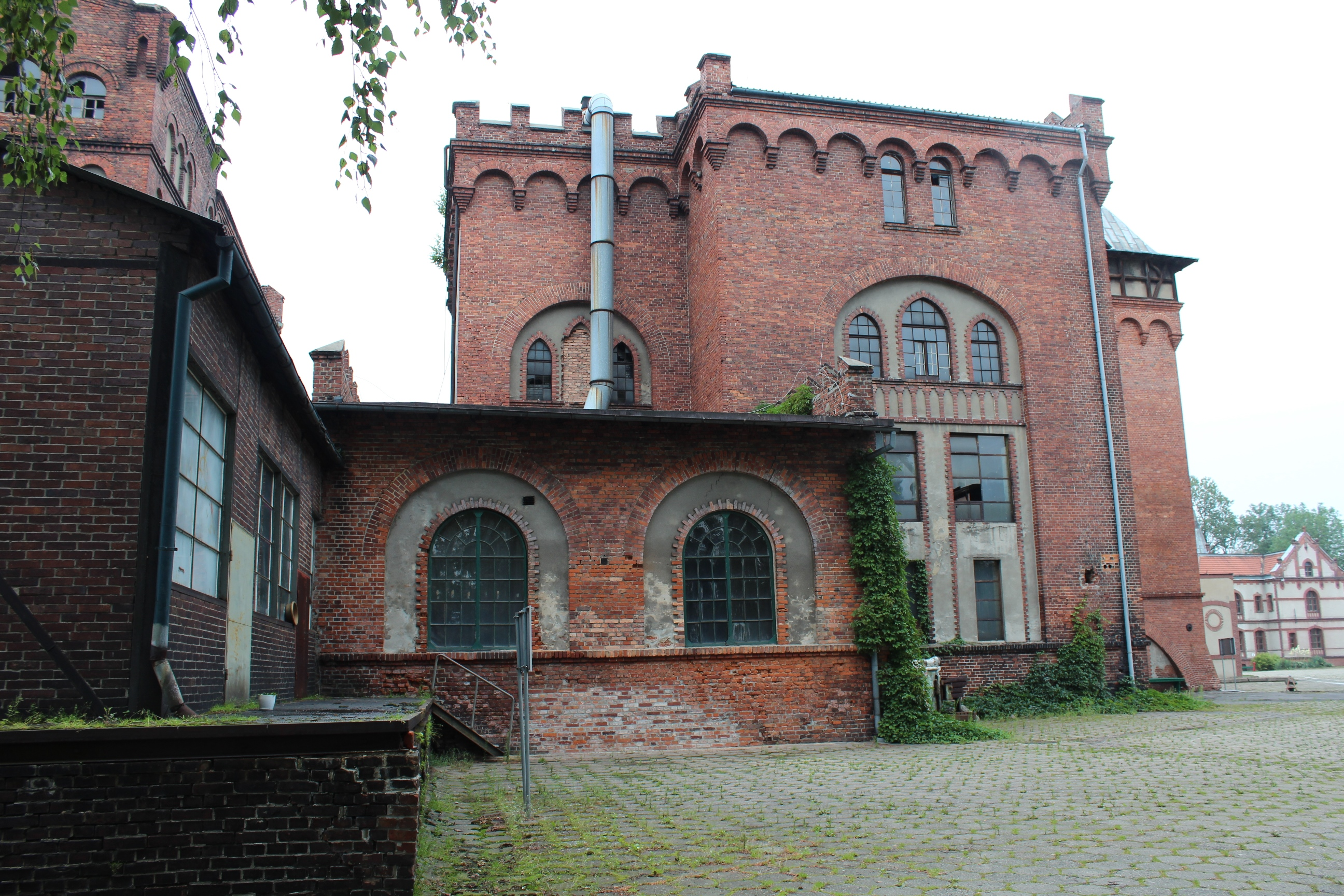
Budynek warzelni (od południa)
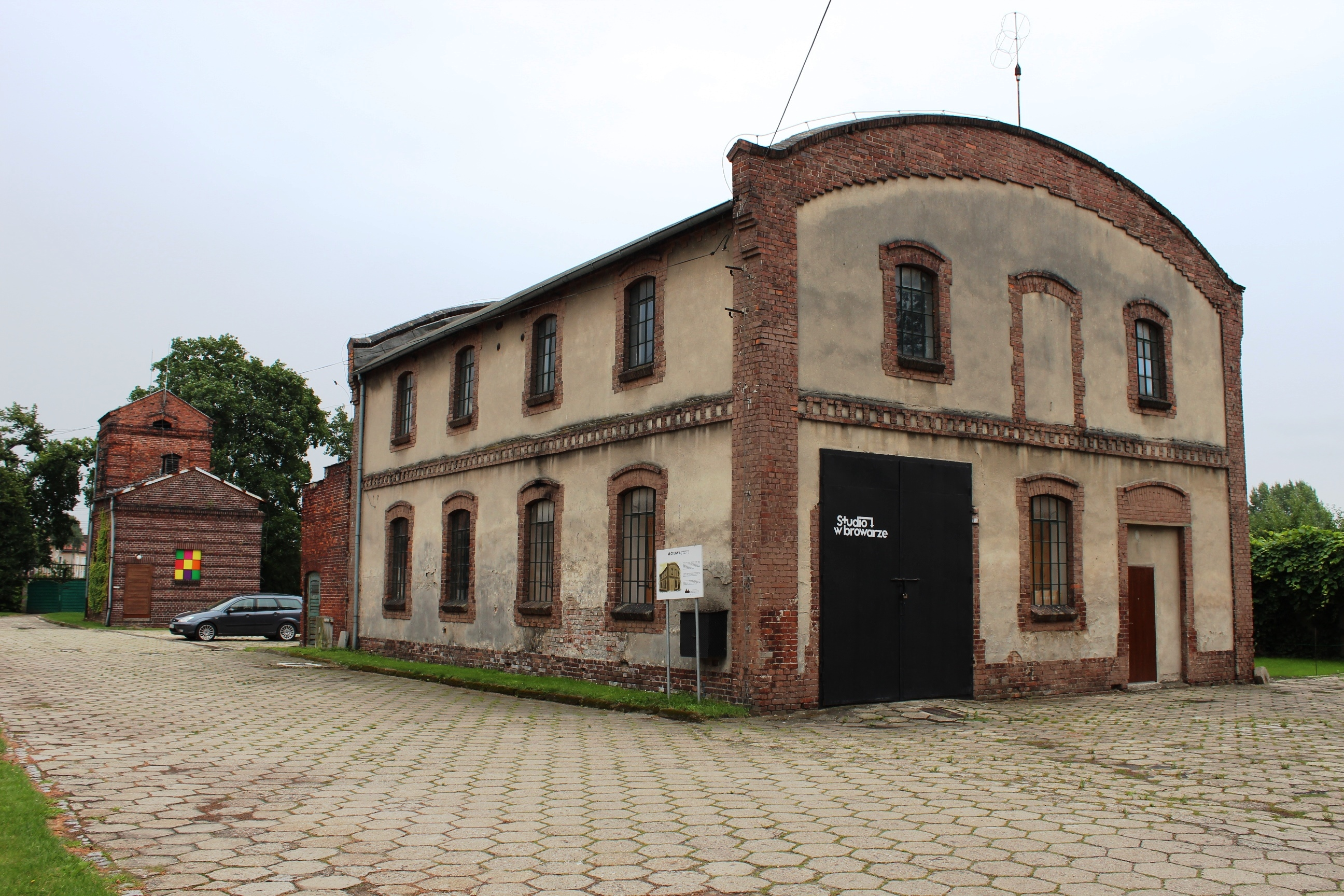
Młótownia
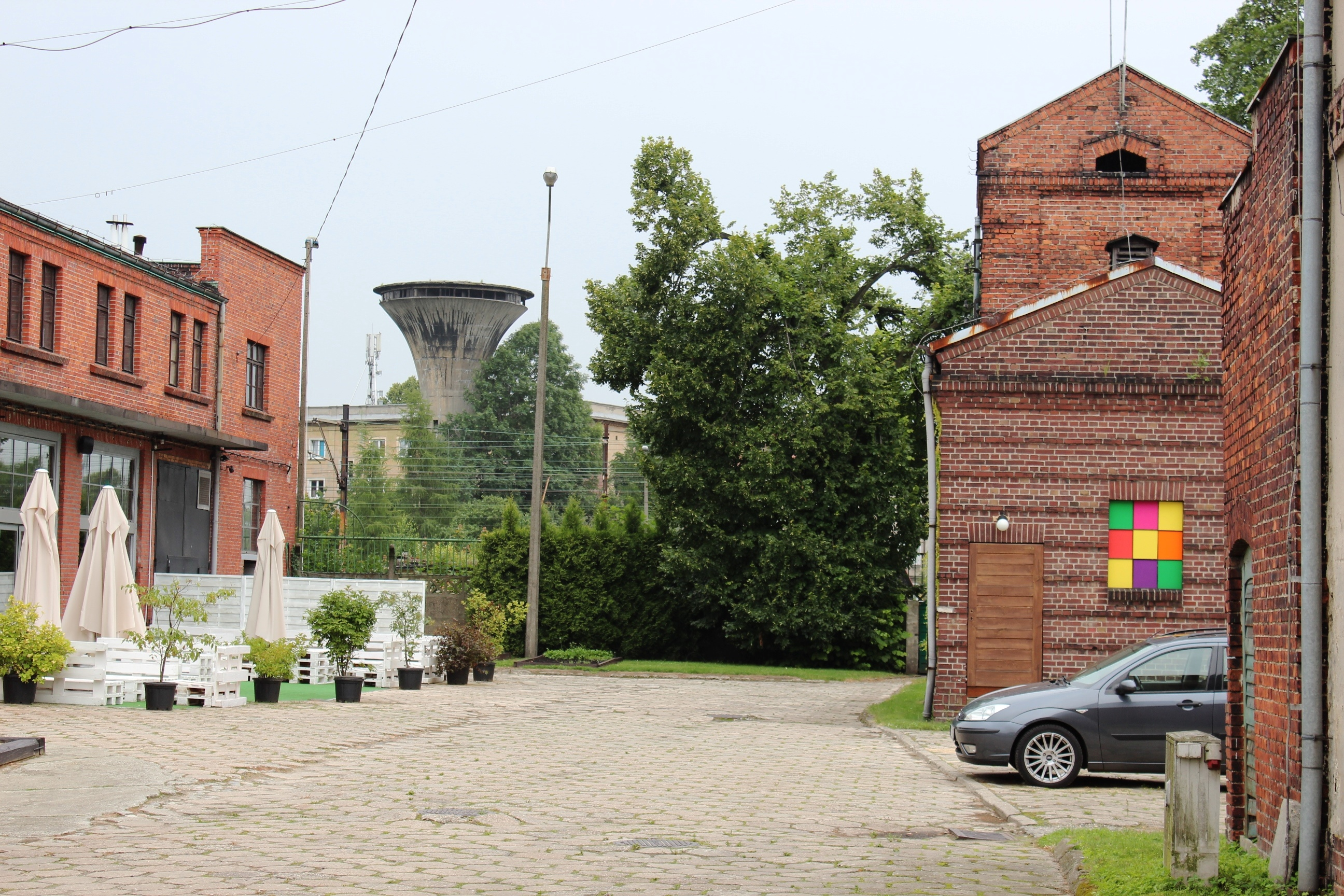
Fragment zabudowy browaru
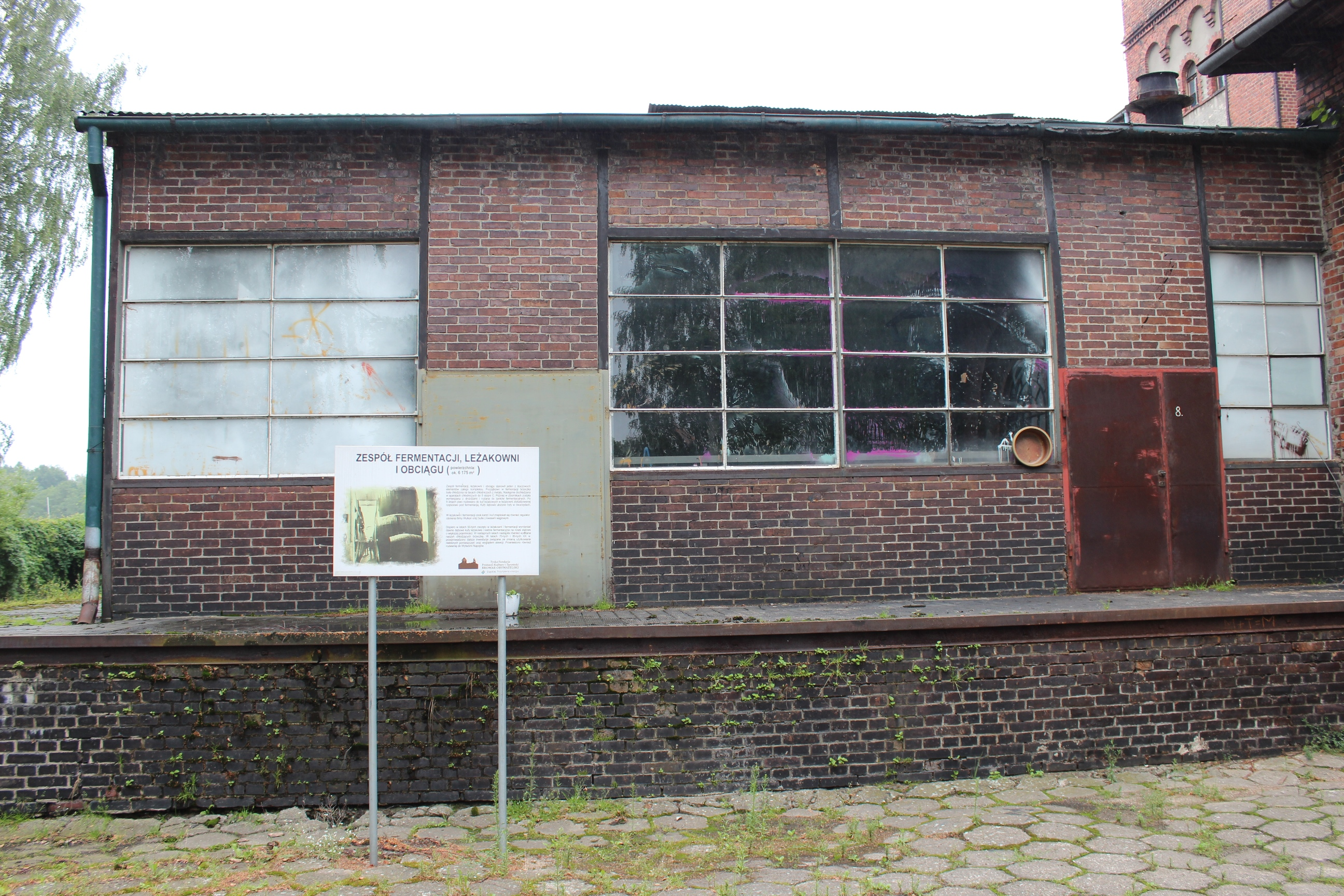
Zespół fermentacji, leżakowni i obciągu
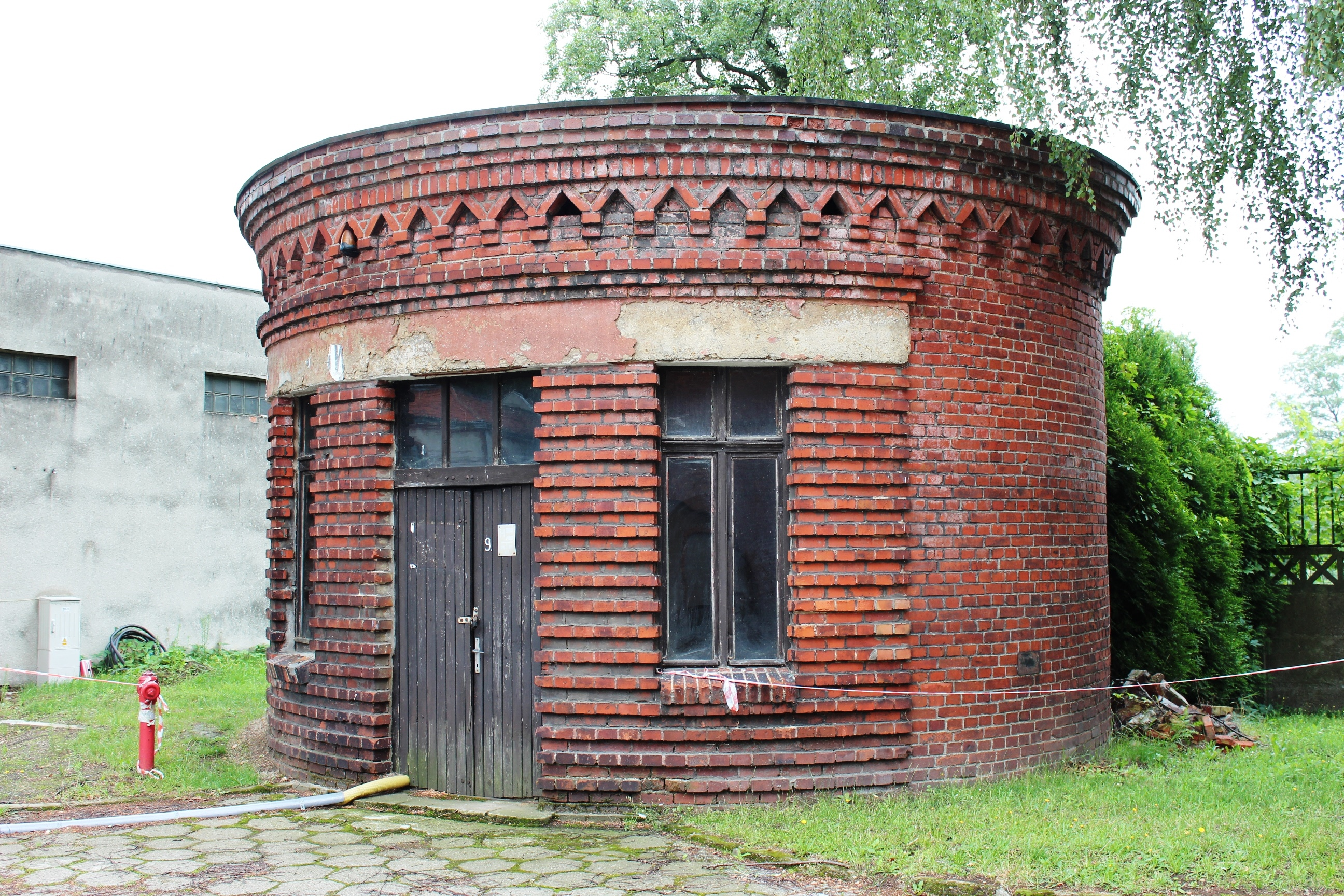
Budynek w kształcie rotundy
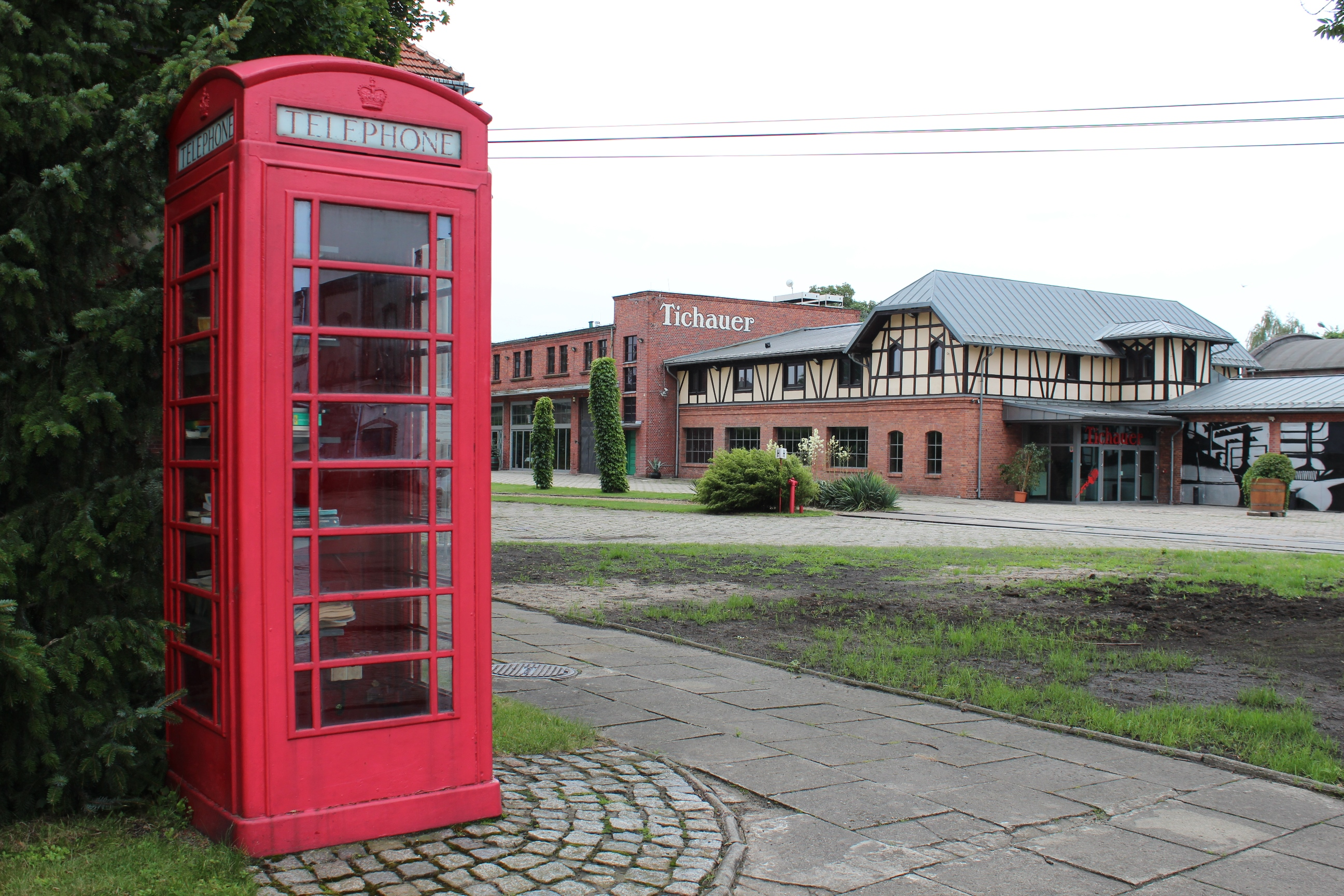
Plac przed budynkiem dyrekcji